# Klaukó Mátyás
Klaukó Mátyás (Tótkomlós, 1923. május 25. – Békéscsaba, 1983. április 13.) az MSZMP Békés megyei első titkára, politikai vezetője, majd később országgyűlési képviselő, a megyei tanács elnöke, az MSZMP Központi Ellenőrző Bizottságának tagja.

## Élete
Klaukó Mátyás szegényparaszti családban született, szülei földmunkások voltak. Az apja bekapcsolódott a Tanácsköztársaság harcaiba, vöröskatonaként szolgálta a rendszert. Maga Klaukó csak elemit végzett, ezután részesarató és kubikos lett.
1940-ben a mezőhegyesi cukorgyárban kapott munkát, de mivel egy bérkövetelési sztrájkban alig 17 évesen vezető szerepet játszott, ezért mint fiatalkorút, elbocsátották. Ebben az évben már tagja volt a munkásotthon ifjúsági tagozatának, ami lényegében a Kommunisták Magyarországi Pártjának fiatalok számára létrehozott szervezet volt. A leventemozgalomban való részvételt szabotálta, ezért a háborús időkre tekintettel a rendőrség előállította és pár napi fogdával büntette.
1944-ben besorozták a Magyar Királyi Honvédségbe, a Szentesen történt kiképzése után a frontra irányították volna egységüket, de Klaukó harmadmagával megszökött a katonai felelősség alól. A Vörös Hadsereg ekkora már elfoglalta szülőfaluját, így Tótkomlósra tért vissza. 1945 elején belépett az újjáalakult Magyar Kommunista Pártba.
Egy évvel később a szakszervezeti vezetőség tagja lett, majd a FÉKOSZ titkárává választották. A földreform keretében 3 kataszteri holdat kapott művelésre.
Egy fia született, aki szintén az állampárt tagja volt.

## A politikában
1947-1965 között a pártapáratusban, majd az állami vonalon dolgozott. Itt először még Tótkomlóson pártvezetőségi tag, majd 1949-től párttitkár volt. Ezt követően a Szarvasi járás pártbizottsági titkára. 1950-1952 között a Pártfőiskola hallgatója. Az iskola elvégzése után a megyei pártbizottság titkárává választották, ezt a tisztséget 1956-ig töltötte be.
Az 1956-os forradalom idején is hű maradt a rendszerhez, hamar belépett az újonnan megalakított Magyar Szocialista Munkáspártba. 1957-ben már az Ideiglenes Intéző Bizottság elnöke, majd az MSZMP Békés megyei Bizottságának első titkára, ebbéli minőségében 34 éves korától 1957-1965 között a megye tényleges politikai vezetője volt. 1958-tól tagja lett az Országgyűlésnek is.
1965-ben a megyei tanács elnökévé választották. Megválasztották az MSZMP Központi Ellenőrző Bizottság tagjává. Eközben tagja volt a megyei pártbizottságnak és a párt végrehajtó bizottságának is.
Egészségügyi állapotának megromlása miatt 1979. január 1-jétől nyugdíjba vonult megyei tanács elnöki tisztéből, de többi funkcióját megtartotta. Békéscsabán, a munkásmozgalmi résztvevők számára fenntartott temetőrészben helyezték végső nyugalomra.

## Kitüntetései
- Munka Érdemrend arany fokozat kétszeresen kitüntetve (1954, 1970)
- Munkás-paraszt Hatalomért emlékérem (1957)
- Magyar Szabadság Érdemrend ezüst fokozat (1959)
- Felszabadulási Jubileumi Emlékérem (1970)
- Árvízvédelemért Emlékérem (1970)
- A Szocialista Magyarországért (1979)